# ساژیتریا لاتیفولیا
ساژیتریا لاتیفولیا(نام علمی: Sagittaria latifolia) که بنام نوک‌پیکانی پهن برگ نیز شناخته میشود، نام یک گونه از تیره قاشق‌واشیان است.